# 新度镇
新度镇是中华人民共和国福建省莆田市荔城区下辖的一个镇，面积61平方公里。新度镇政府驻地位于新度村。

## 行政区划
新度镇下辖以下村级行政区划单位：
下坂村、善乡村、东郊村、锦墩村、渠桥村、宝胜村、青垞村、沟口村、下横山村、郑板村、南梧塘村、东坝村、扬美村、白埕村、港利村、港西村、新度村、阳城村、樟桥村、厝柄村、蒲坂村、沟尾村、龙头村、大坂村、桂林村、东埔余村、东宋村和凌厝村。

## 历史沿革
新度镇在宋元时期分属盛德乡和永嘉乡。
- 1945年，成立渠桥镇。
- 1965年，渠桥镇改名渠桥人民公社。
- 1984年，渠桥人民公社改名渠桥乡。
- 1992年，渠桥乡改名新度镇。

## 外部連結
- 新度镇36位义务红娘“上岗” （页面存档备份，存于）
- 新度镇阳城村百桌宴为老人集体过重阳节 （页面存档备份，存于）